# Per Petterson
Per Petterson es un escritor noruego nacido el 18 de julio de 1952 en Oslo.
Su primera obra fue el libro de cuentos Aske i munnen, sand i skoa publicado en 1987. 
Ha escrito cinco novelas, entre las cuales destaca Til Sibir 1996 por haber sido nominada al Premio de Literatura del Consejo Nórdico. 
Til Sibir transcurre durante la Segunda Guerra Mundial, y I kjølvannet cuenta la historia de un joven que perdió a su familia en durante el incendio del ferri Scandinavian Star en 1990.
Pero fue gracias a Salir a robar caballos (2003) por lo que el autor se hizo famoso, ganando los dos principales galardones literarios de su país: el Premio de Literatura de la Crítica Noruega, y el Premio de los Libreros al Mejor Libro del Año. En 2006 la traducción al inglés recibió el Independent Foreign Fiction Prize y en 2007 el IMPAC de Dublín.
Antes de convertirse en escritor de tiempo completo trabajó como vendedor en una librería, fue traductor y también se desempeñó como crítico literario. Dentro de sus influencias se encuentran su compatriota Knut Hamsun y el estadounidense Raymond Carver.
Recibió en 2009 el Premio de Literatura del Consejo Nórdico por su novela Yo maldigo el río del tiempo.

## Obras
- 1987 – Aske i munnen, sand i skoa
- 1989 – Ekkoland
- 1992 – Det er greit for meg
- 1996 – To Siberia (Til Sibir)
- 2000 – In the Wake (I kjølvannet))
- 2003 – Salir a robar caballos (Ut og stjæle hester ). Publicado por Libros del Asteroide en 2020.
- 2004 – Månen over Porten
- 2009 – Yo maldigo el río del tiempo (Jeg forbanner tidens elv)
- 2018 – Hombres en mi situación (Menn i min situasjon). Publicado por Libros del Asteroide en 2020.